# 陳長青
陳長青（英文名：William Chen，？—）是台灣導盲犬協會創辦人及現任秘書長，在台灣推動導盲犬制度。

## 生平
陳長青大學時期就讀法律系。1998年自軍中退伍後，偶然從報上見到國際導盲犬的發展狀況，得知台灣完全沒有發展導盲犬制度，於是決定放棄成為律師的機會，申請通過盲人重建院的導盲犬指導員訓練計畫，前往紐西蘭，在紐西蘭皇家盲人基金會導盲犬中心受訓四年，期間受到過勇實貿易董事長陳建飛的幫助。第一隻由台灣人培訓成功的導盲犬「Ohara」，就是陳長青在紐西蘭期間訓練的。
2002年，陳長青創建台灣導盲犬協會。
2014年，陳長青獲選成為國際導盲犬聯盟的評鑑委員，是獲選該職的第二位亞洲人（第一位是日本的多和田悟）。目前他還擔任國際輔助犬組織理事。

## 外部連結
- 台灣導盲犬協會官網
- 黑暗之光─台灣導盲犬協會祕書長陳長青專訪 （页面存档备份，存于）